# 富士川町
富士川町（日语：／ Fujikawa chō */?）為位於山梨縣中西部的町，於2010年3月8日由增穗町與鰍澤町合併而成。

## 外部連結
- （日語） 增穗町鰍澤町合併協議會